# ASEAN (frihandelsområde)

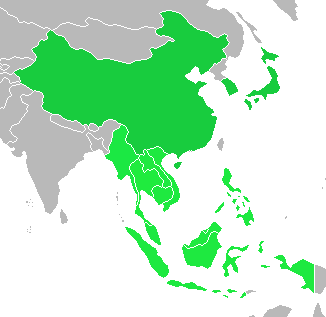
Medlemmar i frihandelsområdet ASEAN respektive de länder som enbart är med i ASEAN Plus Three (Kina, Japan och Sydkorea)

ASEAN frihandelsområde (engelska: ASEAN Free Trade Area) är det frihandelsavtal som slutits inom det sydostasiatiska nätverket ASEAN. Avtalet signerades den 28 januari 1992 i Singapore. De största ekonomierna i Asien, Japan, Kina och Indien är inte medlemmar i detta frihandelsområde, men Kina, Japan och Sydkorea är medlemmar i ASEAN Plus Three, som är det organ som koordinerar det ekonomiska samarbetet mellan ASEAN och Östasien.

## Medlemsländer
Länder som skrivit på avtal om att minimera tullar och tariffer mellan sig:
- Brunei
- Indonesien
- Malaysia
- Filippinerna
- Singapore
- Thailand
- Myanmar
- Kambodja
- Laos
- Vietnam

Reguljära observatörer
- Papua Nya Guinea
- Östtimor

De senaste ASEAN-mötena hade också observatörer från följande länder:
- Kina
- Japan
- Sydkorea
- Indien
- Australien
- Nya Zeeland

## ASEAN Plus Three
ASEAN Plus Three (APT) är ett forum som fungerar som en koordinator för samarbetet mellan Association of Southeast Asian Nations och de tre östasiatiska länderna Kina, Japan och Sydkorea.

## Relaterade frihandelsområden
- ASEAN – Australia – New Zealand Free Trade Area (AANZFTA) är ett frihandelsavtal mellan ASEAN och ANZCERTA, vilket signerades den 27 februari 2009[2] och togs i bruk den 1 januari 2010.[3]
- ASEAN–India Free Trade Area (AIFTA)
- ASEAN–Japan Comprehensive Economic Partnership (AJCEP)
- ASEAN–Korea Free Trade Area (AKFTA)
- Comprehensive Economic Partnership for East Asia